# Via Iuliu Maniu

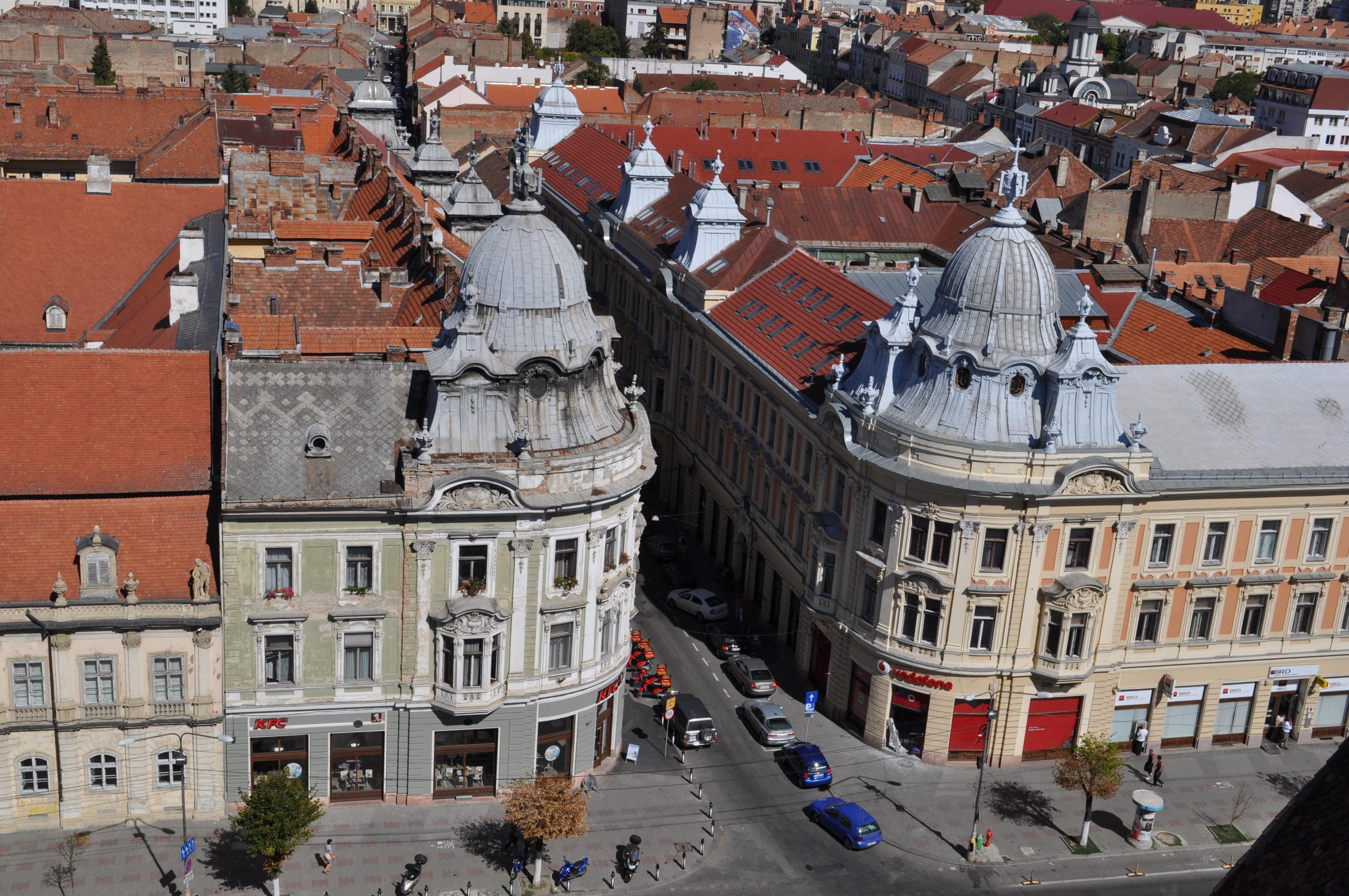
La strada con i due palazzi neobarocchi

Iuliu Maniu è una via centrale della città rumena di Cluj-Napoca, che collega le piazze Avram Iancu e Unirii. Intitolata al politico rumeno Iuliu Maniu, la via corre parallela ai viali Eroilor e via 21 Decembrie 1989. La parte ovest della strada - tra Piazza Unirii e Via Bolyai - è stata costruita nel corso dell'800, simmetricamente, in stile eclettico,  secondo la tendenza urbanistica di Haussmann. Questa via è chiamata comunemente strada oglindă (la strada dello specchio).